# Karsten Just
Karsten Just, född den 17 september 1968 i Östberlin, är en tysk före detta friidrottare som tävlade i kortdistanslöpning.
Justs främsta merit har kommit som del av östtyska och sedermera tyska stafettlag på 4 x 400 meter. Han blev världsmästare inomhus 1991 och bronsmedaljör både vid VM 1993 och vid EM 1990.